# Boostee
Boostee, né Mehdi Calendreau le 4 mai 1995 à Cholet (Maine-et-Loire), est un chanteur français.
Il est le fondateur du label indépendant Bluesky Family.

## Biographie

### Enfance et début de carrière
Mehdi Calendreau est né le 4 mai 1995 à Cholet (Maine-et-Loire). Dès son plus jeune âge, il est bercé par la musique, notamment par du folk, genre apprécié de ses parents. Rapidement il commence à prendre des cours au Conservatoire de musique Cholet où il y apprend le solfège et étudie le saxophone pendant deux années.
Vers l'âge de onze ans, il découvre le rap américain et décide de recopier des paroles, les apprendre et de commencer à rapper sur ces textes. Un jour, alors qu'il est en chemin pour se rendre chez l'un de ses amis, il trouve son nom d'artiste : Boostee, en combinant les mots « boutons » et « Ice Tea », en référence à son acné et à la boisson qu'il adore.
Il réalise en 2010 ses premiers essais discographiques, avec l'extended play (EP) By Myself. Auto-produit avec ses parents, il se vend à près de trois cents exemplaires. À la suite de cela, il organise son premier concert, qu'il joue devant quatre cent personnes.
Fin 2013, il rencontre Joris Favraud, un réalisateur lui aussi choletais et décident de travailler ensemble pour son premier clip : Fly. Douze autres clips suivront de leur collaboration. Peu de temps après, il rencontre Nino Vella, qui devient son beatmaker. Ils créent ensemble leurs premiers titres, en commençant par Turn Around.
En 2014, il se produit devant 800 personnes pour la fête de la musique à Cholet et sort son deuxième EP, Rêve de gamin.
L'année suivante, il compose l’hymne officiel de l’équipe de basket-ball de la ville, Cholet Basket,. Il lance également les Boostee Monday, un concept visant à proposer gratuitement un titre inédit chaque lundi sur sa chaîne YouTube. Il sort aux total 15 titres.

### Premiers succès auprès du grand public
En 2015, il rencontre Herve Laubeuf, fondateur de l'agence Music Media Consulting, avec qui il commence à collaborer, notamment sur le single Dans le vide et son clip associé, le premier à passer à la télévision. Ils dévoilent par la suite Feel Alone, mélangeant électro, pop ainsi que folk et devient le single qui fait connaître Boostee du grand public.
Pendant l'été 2016 sort Pop Corn, qui se place en tête du top hip-hop de Shazam et est certifié single d'or, puis de platine. Le mois suivant il publie le single Let Me Love.
En 2017, il sort son premier album, Bluesky, dont il est l'auteur de l'intégralité des titres, en collaboration avec le compositeur Nino Vella. Cette même année, Boostee est nommé aux NRJ MUSIC AWARDS 2017 dans la catégorie Révélation Francophone de l'Année.

### Fondation de Bluesky Family et albums suivants
En 2019, il crée son propre label familial et indépendant : Bluesky Family, afin de garder le contrôle sur ses créations, de la conception à la distribution et le touring.
Durant cette même année, il annonce également son deuxième album intitulé M.A.D. (My American Dream), qui peut aussi être traduit de l'anglais par "fou". Avant la sortie de celui-ci, il relance les Boostee Monday pour 5 nouveaux titres ainsi qu'un nouveau format : En Stud' Avec, consistant à faire des collaborations avec différents artistes. Il collabore ainsi sur 4 titres avec Lola Dubini, Zaho et Navii.
Plus urbain que le premier et du fait d'être devenu indépendant, ce second album à une portée moins importante mais Boostee effectue tout de même une tournée, le M.A.D. Tour, de quelques dates dans toute la France, financée et gérée par son label. Les premières parties sont assurées par la jeune artiste Solow, qui a collaboré avec lui sur le titre California et qui n'est autre que sa petite sœur, Sarah.
Après une petite pause loin des réseaux sociaux, il annonce début 2021 avec la sortie du single Jeunes & Tristes, la préparation de son troisième album prévu pour mai, portant le même nom que le single. Il lance également BlueSky Radio via l'intermédiaire de son label, sous la forme de podcasts mensuels. Le but de ce média est de faire découvrir de nouveaux artistes mais également d'échanger avec différents acteurs de l'industrie de la musique, par exemple sur le processus de création ou encore de mettre en lumière des métiers méconnus du grand public.
En avril 2021, il officialise le lancement de la première collection de vêtements produite par Bluesky Family, au travers de la marque Jeunes & Tristes. Cette collection comprend pour l'instant une première partie et au moins une seconde est prévue.
En mai 2022, il laisse entendre qu'il travaille sur son prochain album, Addenda, le quatrième de sa carrière. Celui-ci est confirmé officiellement et sort le 19 mai 2023.

## Discographie

### Singles
| Single                      | Album            | Certification      |
| --------------------------- | ---------------- | ------------------ |
| Dans le vide                | -                |                    |
| Feel Alone                  | Bluesky          |                    |
| Pop Corn                    | Bluesky          | - France : Platine |
| Let me Love                 | Bluesky          |                    |
| Smile                       | Bluesky          |                    |
| Hello Aloha                 | -                |                    |
| Forever Young               | -                |                    |
| M.A.D ( My American Dream ) | M.A.D            |                    |
| Nan Nan Nan                 | M.A.D            |                    |
| Sereinement                 | M.A.D            |                    |
| All I Know                  | M.A.D            |                    |
| Feeling Free                | M.A.D            |                    |
| Jeunes & Tristes            | Jeunes & Tristes |                    |
| Fantasme                    | Jeunes & Tristes |                    |
| S'attacher                  | Addenda          |                    |
| Faux Départ                 | Addenda          |                    |
| Le bruit de ses ailes       | Addenda          |                    |
| S'éviter                    | Addenda          |                    |
| Sicile                      | -                |                    |

### Boostee Monday
Les Boostee Monday sont un concept lancé tout d'abord en avril 2015, puis repris en janvier 2019 en attendant la sortie du second album, M.A.D. Le but était de sortir gratuitement un titre inédit chaque lundi sur sa chaîne YouTube. Au total, 20 titres sont sortis, divisés en deux parties.

### Collaborations
Boostee collabore avec Vianney pour l'émission Taratata en 2016, puis avec Joyce Jonathan & Navii. Deux compositions qui n'ont pas vues le jour[réf. nécessaire].
Sur les 6 dates de son MAD TOUR en 2019, Boostee a confié la première partie de ses concerts à la jeune artiste Solow.
- 2012 : Louis XVI (groupe de musique Rap - Rock) - Louis XVI
- 2014 : Sarah (connue maintenant sous son nom de scène : Solow) feat. Boostee - Stay With Me (cover)
- 2017 : Joyca feat. Boostee - Le Monde de Disney[13]
- 2018 : Slimane feat. Boostee - Luna
- 2018 : Joyca feat. Boostee - Heart and Soul[14]
- 2018 : FANTØM feat. Boostee - Cinglé
- 2019 : Lola Dubini feat. Boostee - Sereinement (Version acoustique)
- 2019 : Zaho feat. Boostee - Ego (Version acoustique)
- 2019 : NAVII feat. Boostee - À Bout de Souffle (Version acoustique)
- 2019 : Joyca feat. Boostee - Haut de Gamme
- 2019 : Lola Dubini feat. Boostee - All I Know (Version acoustique)
- 2021 : Solow feat. Boostee - "Solo"

### Autres titres
Boostee a également sorti certains titres gratuitement au travers de sa chaîne YouTube, notamment à ses débuts.
- 2012 : If I Can't (cover)
- 2014 : Fly (Premier clip officiel)
- 2014 : All Bad
- 2014 : Le Bilan (clip sortie EP Rêve de Gamin)
- 2015 : Hold On (cover)